# Lukáš Haraslín
Lukáš Haraslín (Bratislava, 26 de mayo de 1996) es un futbolista eslovaco que juega en la demarcación de centrocampista para el A. C. Sparta Praga de la Liga de Fútbol de la República Checa.

## Selección nacional
Tras jugar con la selección de fútbol sub-16 de Eslovaquia, la sub-17, la sub-19 y la sub-21, finalmente hizo su debut con la selección absoluta el 7 de junio de 2019 en un partido amistoso contra Jordania que finalizó con un resultado de 5-1 a favor del combinado eslovaco tras los goles de Ján Greguš, Samuel Mráz, Jaroslav Mihalík, Martin Chrien y del propio Lukáš Haraslín para Eslovaquia, y de Musa Al-Taamari para Jordania.

### Participaciones en Eurocopas
| Copa          | Sede     | Resultado        | Partidos | Goles |
| ------------- | -------- | ---------------- | -------- | ----- |
| Eurocopa 2020 | Europa   | Primera fase     | 3        | 0     |
| Eurocopa 2024 | Alemania | Octavos de final | 4        | 0     |

### Goles internacionales
| # | Fecha                   | Estadio                                         | Oponente             | Gol | Resultado | Competición                         |
| - | ----------------------- | ----------------------------------------------- | -------------------- | --- | --------- | ----------------------------------- |
| 1 | 7 de junio de 2019      | Estadio Anton Malatinský, Trnava, Eslovaquia    | Jordania             | 1–1 | 5-1       | Amistoso                            |
| 2 | 11 de octubre de 2021   | Stadion Gradski vrt, Osijek, Croacia            | Croacia              | 1–2 | 2-2       | Clasificación para el Mundial 2022  |
| 3 | 26 de marzo de 2023     | Tehelné pole, Bratislava, Eslovaquia            | Bosnia y Herzegovina | 2–0 | 2-0       | Clasificación para la Eurocopa 2024 |
| 4 | 16 de noviembre de 2023 | Tehelné pole, Bratislava, Eslovaquia            | Islandia             | 3–1 | 4-2       | Clasificación para la Eurocopa 2024 |
| 5 | 16 de noviembre de 2023 | Tehelné pole, Bratislava, Eslovaquia            | Islandia             | 4–1 | 4-2       | Clasificación para la Eurocopa 2024 |
| 6 | 5 de junio de 2024      | Wiener Neustadt Arena, Wiener Neustadt, Austria | San Marino           | 3–0 | 4-0       | Amistoso                            |
| 7 | 14 de octubre de 2024   | Estadio Tofiq Bəhramov, Bakú, Azerbaiyán        | Azerbaiyán           | 1–2 | 1-3       | Liga de Naciones de la UEFA 2024-25 |

## Clubes
| Club                        | País            | Año       | Partidos | Goles |
| --------------------------- | --------------- | --------- | -------- | ----- |
| Parma F. C.                 | Italia          | 2014-2015 | 2        | 0     |
| Lechia Gdańsk               | Polonia         | 2015-2020 | 121      | 16    |
| U. S. Sassuolo Calcio       | Italia          | 2020-2021 | 26       | 1     |
| A. C. Sparta Praga (cedido) | República Checa | 2021-     | 150      | 44    |

1. ↑  Primero como cedido y después en propiedad.

## Palmarés

### Campeonatos nacionales
| Título                               | Club               | País            | Año  |
| ------------------------------------ | ------------------ | --------------- | ---- |
| Copa de Polonia                      | Lechia Gdańsk      | Polonia         | 2019 |
| Supercopa de Polonia                 | Lechia Gdańsk      | Polonia         | 2019 |
| Liga de Fútbol de la República Checa | A. C. Sparta Praga | República Checa | 2023 |
| Liga de Fútbol de la República Checa | A. C. Sparta Praga | República Checa | 2024 |
| Copa de la República Checa           | A. C. Sparta Praga | República Checa | 2024 |